# Chiesa di Santa Croce (Ancona)
La chiesa di Santa Croce è un luogo di culto cattolico che sorge nella rione di Pietralacroce di Ancona.
Venne eretta nel primo ventennio dell'Ottocento ed inaugurata nel 1826, al posto di quella dedicata allo Spirito Santo eretta nel 1562, rinnovata nella seconda metà del XVIII secolo (con opere di Gioacchino Varlè nel suo interno  e la sacrestia ricca di arredi secondo testimonianze dell'epoca), ed andata distrutta nell'assedio del 1799.
Il progetto della chiesa, ancora esistente e sede della parrocchia, era del locale ingegner Michele Bevilacqua, ed è al presente l'unico esempio nel territorio comunale di edificio ecclesiastico ottocentesco superstite, dopo le distruzioni durante la seconda guerra mondiale della Chiesa del Santissimo Crocifisso al rione Archi opera dello stesso artefice, della completa ristrutturazione dopo il 1958 della Chiesa dei Santi Cosma e Damiano in corso Mazzini, della demolizione dopo il sisma del 1972 della vecchia chiesa di San Michele Arcangelo nel quartiere Pinocchio e delle profonde modifiche ad usi civili della vecchia Chiesa di Santa Maria delle Grazie nel rione omonimo.
La chiesa è ad una navata, absidata, coperta a botte, con due vani laterali dotati di altari fino alla eliminazione di questi in occasione dei restauri effettuati dopo il sisma del 1972, ed attualmente conserva di pregevole l'organo settecentesco di autore ignoto ed un tronetto settecentesco per l'esposizione Eucaristica, descritto da dati dell'archivio parrocchiale opera di un tal Aristodemo Sordi fanese, intagliatore e doratore. Attualmente le funzioni religiose correnti si svolgono in un moderno edificio polifunzionale (Chiesa Festiva dello Spirito Santo), nella parte a sud della frazione, vicino all'ottocentesco ex forte Altavilla.